# Серлука-Калабаја Изола Полаца (Козенца)
Серлука-Калабаја Изола Полаца је насеље у Италији у округу Козенца, региону Калабрија.
Према процени из 2011. у насељу је живело 153 становника. Насеље се налази на надморској висини од 8 м.